# 202373 Ubuntu
202373 Ubuntu este o planetă minoră (asteroid) din centura de asteroizi. A fost descoperită pe 11 martie 2005 la Observatorul Național Kitt Peak de Amanda Sickafoose Gulbis⁠(d). 
Obiectul prezintă o orbită caracterizată de o semiaxă mare de 3,0225702902876 UAi, o excentricitate de 0,04, o înclinație de 1,2 ° în raport cu ecliptica.